# Saint-Germain-près-Herment
 Saint-Germain-près-Herment  là một xã ở tỉnh Puy-de-Dôme trong vùng Auvergne-Rhône-Alpes, Pháp. Xã này có diện tích 16,82 kilômét vuông, dân số năm 2006 là 75 người. Khu vực này có độ cao 750 mét trên mực nước biển.
Sông Chavanon tạo thành một phần biên giới tây nam của xã.